# Espeletia schultzii
Espeletia schultzii, comúnmente llamada frailejón octubre, es una especie herbácea de la familia de las asteráceas. El nombre 'frailejón' proviene de su descubrimiento durante la Expedición Botánica al Nuevo Reino de Granada. Al parecer en condiciones de niebla su aspecto se asemejaba a los capuchones que llevaban los frailes capuchinos.

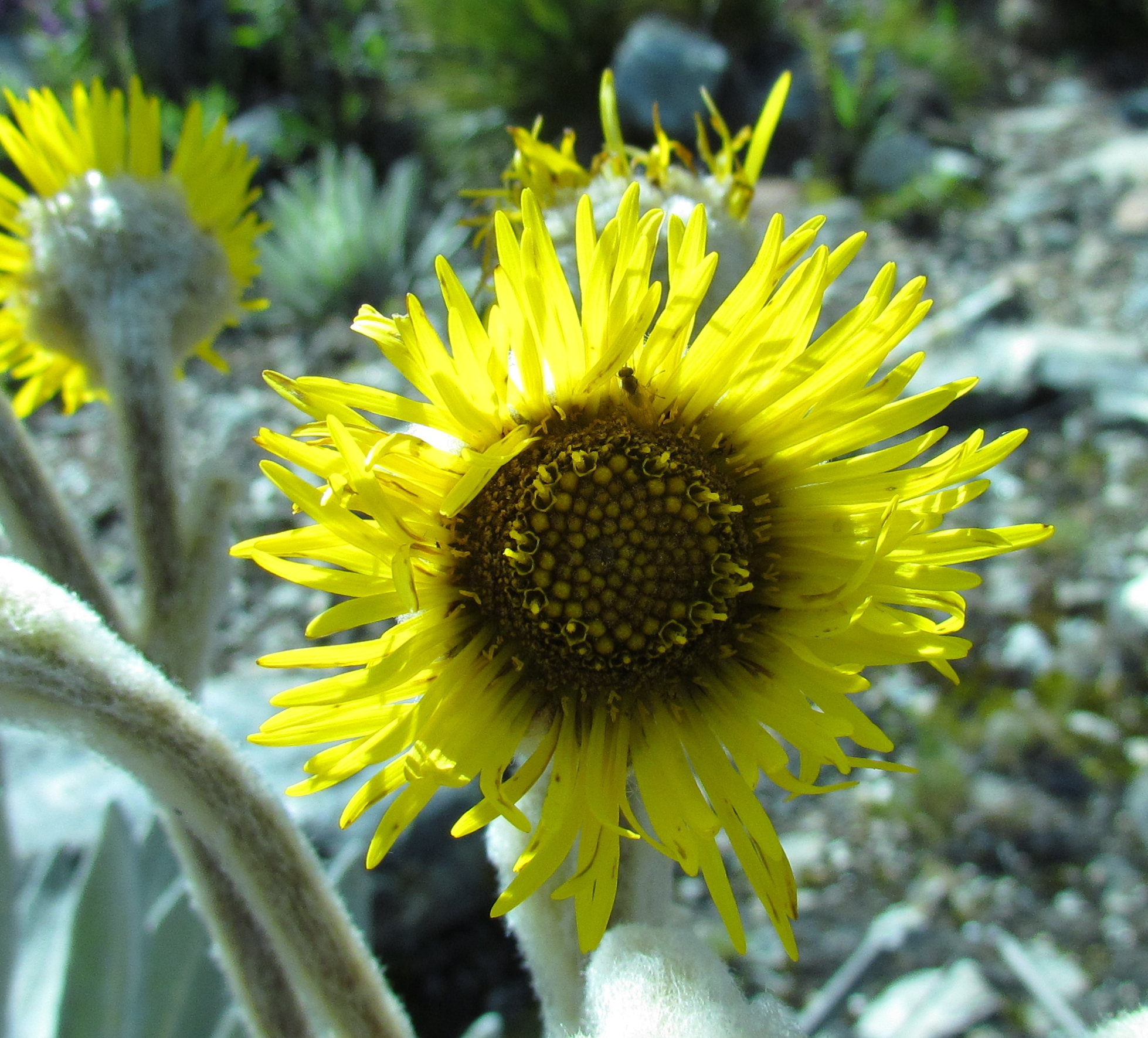
Detalle de la flor.

Es endémica de Venezuela. Crece hasta los 4300 m s. n. m. en el páramo.

## Descripción
Es una planta caulescente que alcanza hasta 2 m de altura; con tallo monopódico grueso. Las hojas, de entre 20-40 cm de largo por 3-6 de ancho, se disponen de forma alterna en los tallos formando una roseta; pueden ser oblongas u oblongo-lanceoladas, con mucha pubescencia en ambas caras. Las inflorescencias axilares se disponen en corimbos paniculados de color amarillo. Las cabezuelas son heterógamas radiadas y están formadas por flores femeninas liguladas que rodean un disco interior de flores masculinas tubulares. El receptáculo es paleáceo, sin papus. El fruto es un aquenio trígono y glabro.
Florece de octubre hasta enero.

Es polinizada por las abejas para recolectar néctar y polen de sus flores.
En Venezuela, esta especie se encuentra amenazada debido a la explotación para el uso comercial, apareciendo así en el Libro rojo de la flora venezolana.

## Composición química
El componente más abundante de su aceite esencial es el a-pineno, además de monoterpenos (80,5%), sesquiterpenos (15,5%) y diterpenos (0,30%).

### Usos
Sus flores se utilizan para la producción de miel. En uso medicinal se aplican directamente las hojas para aliviar dolores de cabeza y reumáticos y las resinas extraídas para afecciones respiratorias.

## Taxonomía
Espeletia schultzii fue descrita por Hugh Algernon Weddell y publicado en Chloris Andina 1: 63. 1855[1856].
Etimología
El nombre genérico "Espeletia" fue nombrado en honor a José Manuel de Ezpeleta, el virrey de Nueva Granada.
schultzii: epíteto otorgado en honor del botánico Friedrich Wilhelm Schultz.
Sinonimia
- Espeletia corymbosa Sch.Bip. ex Wedd.[7]